# Światowa Federacja Squasha
Międzynarodowa Federacja Squasha (ang. World Squash Federation, WSF) – międzynarodowa organizacja sportowa zajmująca się koordynowaniem rozwoju squasha na świecie. Została założona w 1967 jako International Squash Rackets Federation (ISRF). W 1992 przyjęła obecną nazwę.
Federacja skupia aktualnie 124 kraje.
Centrala federacji znajduje się w Anglii.